# Cupania riopalenquensis
Cupania riopalenquensis är en kinesträdsväxtart som beskrevs av C.H. Dodson & A.H. Gentry. Cupania riopalenquensis ingår i släktet Cupania och familjen kinesträdsväxter. Inga underarter finns listade i Catalogue of Life.